# Síria i Mont Líban
Síria i Mont Líban fou una part de l'Imperi Otomà assignada a França pels acords entre aquest estat i Gran Bretanya durant la I Guerra Mundial. Va estar sota administració militar del 7 d'octubre de 1918 al 10 d'agost de 1920 quan l'Imperi Otomà hi va renunciar, passant aleshores a formar part d'un mandat francès inaugurat l'1 de setembre de 1920, quan el Mont Líban fou ampliat i constituït en estat rebatejat Gran Líban.

## Història
Cap al final de la guerra les forces àrabs haiximites amb suport britànic van arribar a Damasc, van establir un govern àrab a la ciutat i van proclamar la independència àrab de Síria (30 de setembre de 1918 independència amb relació a l'Imperi Otomà) que incloïa (declaració de l'1 d'octubre de 1918) els vilaiats (turc vilayet) d'Alep (que incloïa Alexandreta o Hatay), Damasc (sandjaks de Hama, Alep, Damasc, Hauran i Maan), Dayr az Zawr, Beirut (sandjaks de Latakia, Trípoli, Beirut, Acre i Nablus i el mutasarrifat de Mont Líban) i el sandjak autònom de Jerusalem. El 7 d'octubre de 1918, els francesos, que ja ocupaven l'estratègica illa de Ruad, van desembarcar al Líban i en els següents dies van ocupar el país i algunes parts de Síria sense gaire oposició; els britànics se'ls van ajuntar a partir del 24 d'octubre de 1918. Francesos i britànics es van repartir el país, quedant els sandjaks de Jerusalem, Nablus, Maan i part del Hauran pels britànics (aproximadament el terç septentrional del Hauran fou pels francesos i la resta pels britànics que ho van anomenar Transjordània) i la resta dels vilaiats i sandjaks de Síria i el mutasarrifat de Mont Líban pels francesos, acord establert el setembre de 1919 i confirmat el 21 de novembre de 1919. El regne de Síria també va proclamar la unió de les províncies sota el rei Faisal (Regne unit de Síria 8 de març de 1920), regne que Gran Bretanya estava disposada a acceptar, però no pas França; la conferència de Sanremo de 25 d'abril de 1920 establia la formació del mandat de Síria i del mutasarrifat de Mont Líban per França. D'acord al decidit a Sanremo, el consell suprem Inter-Aliat va concedir a França el mandat sobre Síria i el Líban el 28 d'abril de 1920, però excepte una part de la zona costanera, el control dels territoris estava en mans de les forces àrabs de Faisal i el seu regne de Síria. Les forces àrabs van ser derrotades finalment a la batalla de Maysalun (24 de juliol de 1920) i tota la part de Síria assignada als francesos va quedar llavors sota el seu control incloent Damasc i Alep. l'Imperi Otomà va renunciar a Síria pel tractat de Sevres de 10 d'agost de 1920.
El 1 de Setembre el mutasarrifat de Mont Líban (capital Sidó) fou ampliat amb algunes zones al nord i sud i especialment amb la vall de la Bekaa a l'est i convertit en l'estat de Gran Líban amb capital a Beirut, dins l'administració francesa de Síria de la qual al seu torn Beirut també fou la capital inicial; poc després (1 de desembre de 1920) es formaven els estats de Damasc i Alep, quedant integrada la zona sota administració francesa de Síria per tres estats, amb un govern conjunt de Síria sota mandat francès assignat altre cop per la Lliga de Nacions el 23 de juliol de 1922. El 29 de setembre de 1923 la Lliga de Nacions va ratificar a França el mandat sobre Síria incloent el que fou el Territori dels Alauites o alauites i el sandjak d'Alexandreta que anteriorment formaren part del vialiat d'Alep; l'1 de gener de 1925 els dos estats d'Alep i Damasc foren reunits en un sol estat anomenat Síria i es va crear el nou estat dels Alawites (per tant el mandat de Síria passava a estar format per tres estats: Síria, Alauites i Gran Líban) i l'1 de setembre de 1926 l'estat de Gran Líban fou separat del mandat francès per Síria i el Líban.